# لو موکین
لو موکین (روسی: Лев Дмитриевич Мухин؛ ۱۵ اکتبر ۱۹۳۶ – ۲۵ آوریل ۱۹۷۷ (aged 40)) ورزشکار بوکس اهل اتحاد جماهیر شوروی سوسیالیستی بود.
وی در مسابقات کشوری و بین‌المللی در مجموع برندهٔ ۱ مدال نقره شده‌است.